# Ritchie Blackmore
Richard 'Ritchie' Hugh Blackmore (Weston-Super-Mare, 14 de abril de 1945) é um guitarrista e compositor inglês, conhecido por tocar guitarra nas bandas Deep Purple e Rainbow. Atualmente é o guitarrista da banda de folk rock Blackmore's Night. Foi considerado o 50.º melhor guitarrista de todos os tempos pela revista norte-americana Rolling Stone.

## Juventude
Pouco tempo depois de nascido, Ritchie se mudou de Weston-Super-Mare para Heston, Middlesex, tendo então dois anos de idade. Seu pai lhe comprou o primeiro violão em 1955, quando tinha 10 anos, e lhe deu algumas aulas de violão clássico. Curiosamente, no início Ritchie se mostrou pouco talentoso e demorava muito para aprender o instrumento, até que, aos 13 anos, seu pai – já sem paciência – disse que lhe quebraria o violão na cabeça se ele não progredisse.
A primeira banda que Ritchie tocou, ainda muito jovem foi o 2Is Coffe Bar Junior Skiffle Group, tocando guitarra acústica, mas, ganhou reconhecimento (somente na Inglaterra)  quando entre 1962-1967 acompanhou   grupos maiores como o Savages (que trazia em seu elenco Screaming Lord Sutch, e que trouxe o primeiro solo de Ritchie gravado, em um cover de Johnny Burnett chamado “Train Kept A Rollin”) , Heinz & The Wild Boys, The Outlaws,  e os Crusaders de Neil Christian.
Em abril de 1965, Ritchie Blackmore editou um compacto solo pelo selo Oriole, que trazia  músicas como “Little Brown Jug”, “Getway”, e, contava com a contribuição de Nicky Hopkins no piano.
Ritchie Blackmore costuma citar Big Jim Sullivan, (famoso por tocar em discos de Tom Jones e Dave Berry) seu professor de guitarra, como sua maior influência e “maior guitarrista de Inglaterra”.

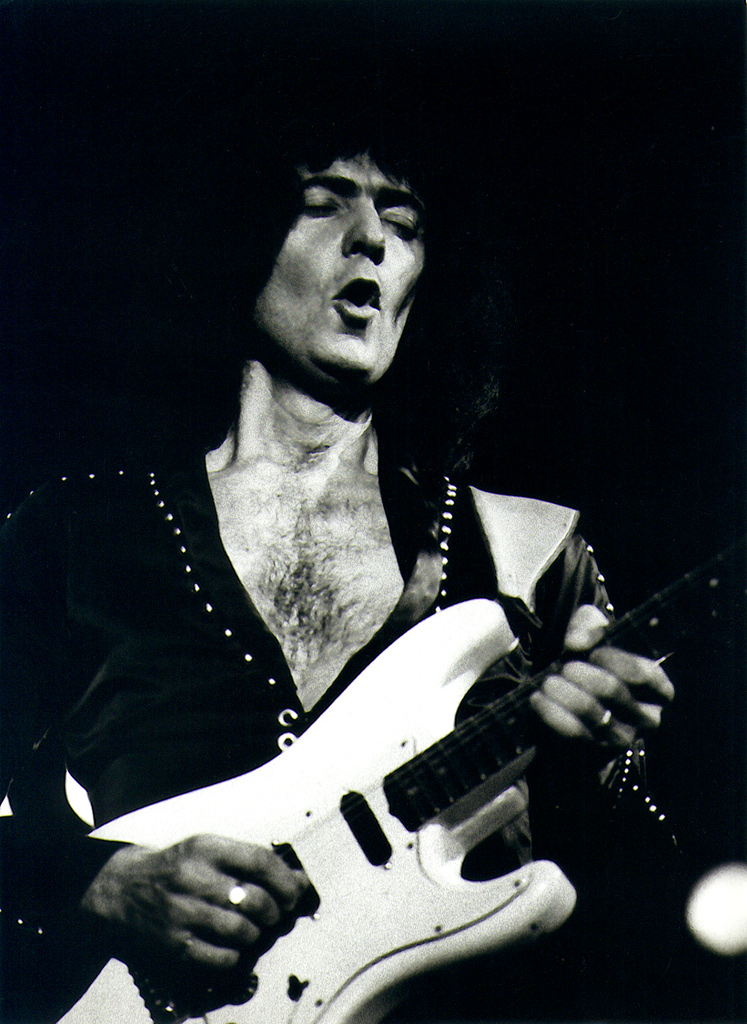
Ritchie Blackmore em Barcelona.

## Primeiros anos no Deep Purple
Ritchie Blackmore foi um dos fundadores do Deep Purple em 1968 juntamente com Rod Evans (vocalista), Nick Simper (baixo), Jon Lord (teclados) e Ian Paice (bateria). A banda rapidamente obteve sucesso com sua regravação de Hush, de Joe South. Evans e Simper foram depois substituídos por Ian Gillan (vocalista) e Roger Glover (baixo).
O primeiro álbum de estúdio dessa segunda formação, In Rock, revolucionou o som da banda, tomando um rumo mais pesado. Ritchie, na época, descreveu o vocal de Ian Gillan como "gritos profundos com uma pegada de blues". Canções de In Rock incluem Speed King e Child in Time.
O Deep Purple gravou em seguida o álbum "Fireball" uma jóia de disco considerado por muitos um dos melhores gravados pela banda. Músicas como "Fireball", "No, No, No" e "Strange Kind of Woman" mostravam já um grupo mais maduro em termos de rock com arranjos elaborados e riffs clássicos dos guitarrista Ritchie Blackmore e do tecladista Jon Lord.
O Deep Purple então gravou seu álbum mais conhecido, Machine Head, no estúdio móvel dos Rolling Stones em Montreux, Suíça. A banda originalmente pretendia gravar num casino em Montreux mas, na noite anterior ao início da gravação, o casino estava reservado para um concerto de Frank Zappa (com os membros do Deep Purple na plateia). Neste show, alguém da plateia disparou um sinalizador no piso feito de bambu. Isso provocou um grande incêndio e o casino foi destruído. A tragédia foi documentada na letra do que se tornaria a mais famosa música do Deep Purple: Smoke on the Water. O riff de abertura dessa música é considerado por muitos como o mais distinto e original já gravado.
Em 1973 o vocalista Ian Gillan deixou a banda e o baixista Roger Glover, percebendo que estava prestes a ser mandado embora, o seguiu. Foram substituídos pelo ex-baixista do Trapeze, Glenn Hughes e um desconhecido e jovem vocalista chamado David Coverdale (que mais tarde se tornaria famoso no Whitesnake e no Coverdale Page, com Jimmy Page). O Deep Purple então gravou Burn, um álbum onde o virtuosismo instrumental de Ritchie Blackmore, Jon Lord e Ian Paice alcançaria novas alturas.

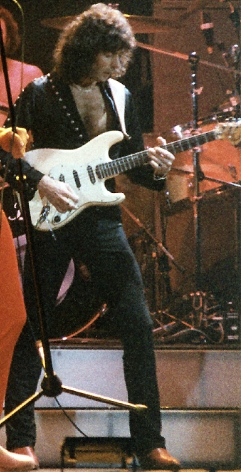
Ritchie em 1985.

### Em apuros
A banda continuou se apresentando mundo afora, incluindo uma notória aparição no California Jam de 1974 – um concerto transmitido pela TV que contou com a participação de grandes nomes como Eagles e Black Sabbath, entre outros. No exato momento em que o Deep Purple iria aparecer, Ritchie – confirmando sua fama de "problemático" – trancou-se no camarim e se recusou a entrar no palco. Os artistas que se apresentaram antes do Deep Purple terminaram antes do horário, o que fez com que o Deep Purple tivesse que entrar antes do seu horário marcado, que era ao pôr do sol. Ritchie percebeu que isso iria atrapalhar os efeitos luminosos que a banda havia preparado, por isso não quis ir. Após o canal de TV ABC trazer o xerife da cidade para levá-lo preso, ele resolveu entrar no palco. Entretanto, durante a apresentação, com raiva, ele quebrou uma câmera que se aproximou dele. Pouco tempo depois, no momento mais dramático da apresentação, o palco pegou fogo após a parede de amplificadores de Ritchie explodir (arremessando-o para a frente do palco). A rede de TV ABC ficou furiosa, mas a banda escapou de sua ira fugindo de helicóptero.
O álbum seguinte, Stormbringer, não apenas desapontou a crítica e os fãs, mas Ritchie demonstrou publicamente seu descontentamento com as influências de funk e soul trazidas por Glenn Hughes e David Coverdale. Após isso, Ritchie deixou o Deep Purple para assumir sua própria banda, o Rainbow.

## Primeiros anos no Rainbow
Após sair do Deep Purple, Ritchie formou o Rainbow, que originalmente tinha o ex-vocalista do Elf, Ronnie James Dio, o baixista Craig Gruber, o baterista Gary Driscoll, e o tecladista Mickey Lee Soule. O álbum de lançamento da banda, Ritchie Blackmore's Rainbow, foi lançado em 1975. O nome da banda fora inspirado no mundialmente famoso bar de Hollywood chamado Rainbow, freqüentado por músicos e amantes do rock. Foi no Rainbow que Ritchie passou boa parte do tempo em que esteve fora do Deep Purple, e foi lá que ele conheceu Dio, cuja banda Elf várias vezes abriu shows do Deep Purple.
A música da banda Rainbow era diferente da música do Deep Purple. Suas melodias eram mais diretamente inspiradas pela música medieval e as letras de Dio falavam de castelos, reis e espadas. Dio possuía uma voz poderosa e flexível, capaz de executar tanto rocks pesados quanto baladas leves. É interessante notar que os únicos créditos de Dio nos álbuns do Rainbow referem-se ao arranjo das músicas junto com Ritchie e escrita das letras.
Ritchie Blackmore mandou todos do Rainbow embora, exceto Dio, pouco tempo depois da gravação do álbum e recrutou Cozy Powell (ex-baterista do Jeff Beck Group) e mais dois desconhecidos: um baixista chamado Jimmy Bain e um tecladista chamado Tony Carey. Esta formação gravou o álbum Rainbow Rising, provavelmente o álbum preferido dos fãs do Rainbow.

### A saída de Dio
Ritchie manteve Cozy Powell e Dio e trocou o resto da banda antes da gravação de Long Live Rock 'N' Roll. Ele teve dificuldades de encontrar um baixista, e ele mesmo tocou baixo em todas as músicas, exceto três (Gates of Babylon, Kill the King e Sensitive to Light). Robert "Bob" Daisley, baixista e compositor da banda inglesa de hard-blues Widowmaker completou o restante do álbum e depois seguiu em turnê com Rainbow na Europa, onde participou da gravação do único vídeo oficial "Rainbow - Live in Germany". Entretanto, foi dispensado por Ritchie Blackmore no início de 1979 para a entrada de Roger Glover. Para descontentamento geral dos fãs do Rainbow, Dio é mandado embora depois da turnê desse álbum, indo substituir Ozzy Osbourne no Black Sabbath em 1980.
Ritchie Blackmore seguiu em frente com o Rainbow. Powell permaneceu, e juntaram-se a eles o ex-baixista do Deep Purple Roger Glover, o tecladista Don Airey e o ex-vocalista do Marbles, Graham Bonnet. Como resultado, foi lançado o álbum Down to Earth, produzido por Roger Glover, responsável pelos maiores sucessos da banda – All Night Long e Since You Been Gone – embora o vocalista Graham Bonnet, apesar de ter uma boa voz, não tenha conseguido reproduzir as proezas vocais de Dio no palco. A formação participou do primeiro Monsters of Rock no castelo de Donington, na Inglaterra, promovido pelas bandas Judas Priest e Scorpions. Esse foi o último show do baterista Cozy Powell, que deixou a banda.
O álbum seguinte teve uma nova formação, com Graham Bonnet sendo substituído por Joe Lynn Turner, e Cozy Powell por Bobby Rondinelli. O álbum Difficult to Cure teve grande sucesso com a faixa título – uma versão mais comercial da Nona sinfonia de Beethoven – e a extraordinária peça de guitarra Maybe Next Time (Vielleicht das Nächste Mal). Joe Lynn Turner se saiu muito bem durante a turnê, que foi a primeira encabeçada pelo Rainbow nos Estados Unidos.

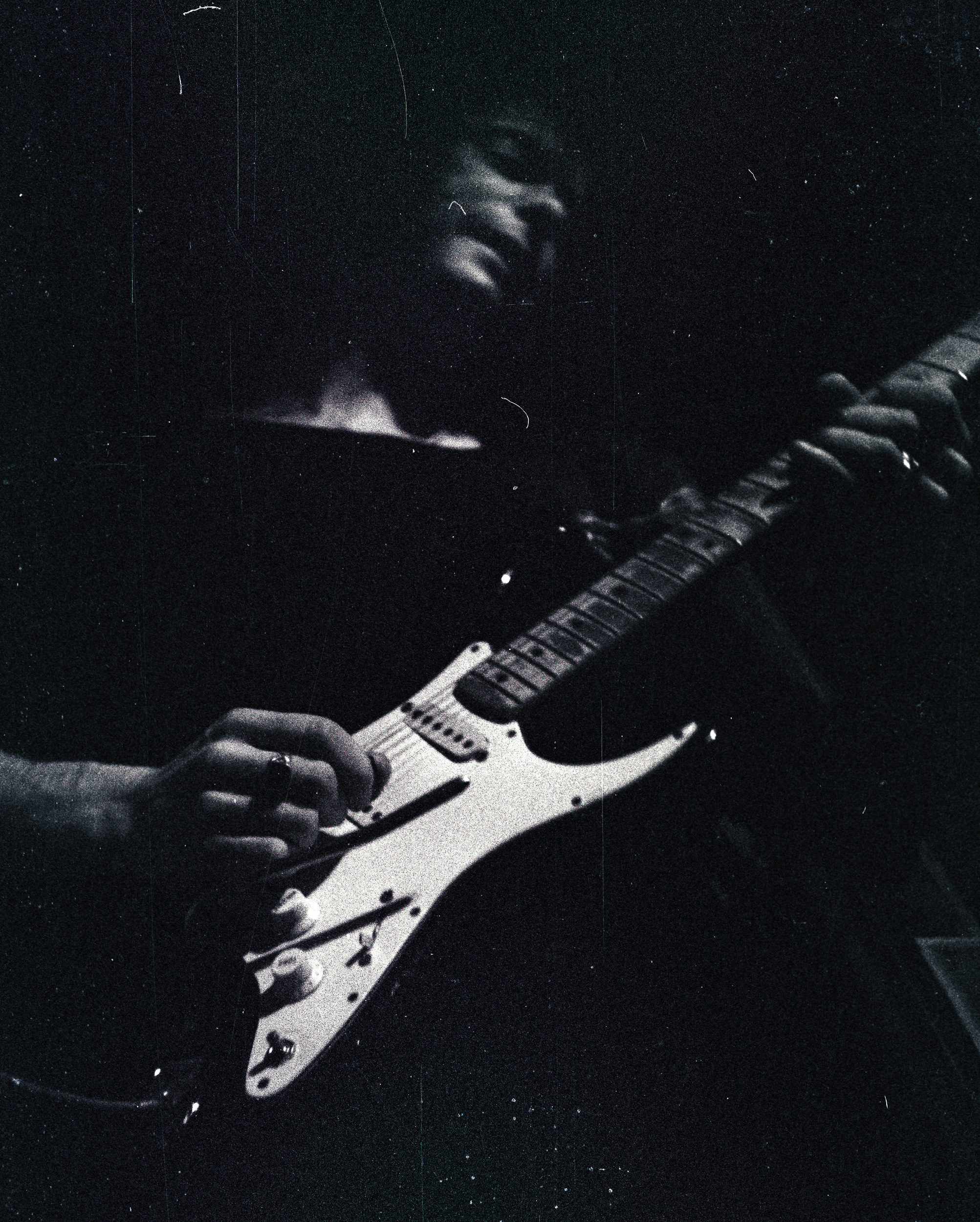
Ritchie Blackmore em 1970.

### Sucesso comercial
Depois veio o álbum Straight Between the Eyes, com o novo tecladista David Rosenthal, álbum esse mais bem sucedido nos Estados Unidos. A banda, entretanto, estava perdendo alguns de seus fãs. O single Stone Cold era claramente comercial, e a turnê não passou por nenhuma parte da Inglaterra. O show – com olhos de robô gigantes no meio da iluminação de palco – foi um grande sucesso comercial, que Ritchie Blackmore parecia almejar há tempos.
No álbum Bent Out of Shape o baterista Bobby Rondinelli foi substituído por Chuck Burgi. Claramente comercial, o álbum foi bastante criticado pelos fãs. Curiosamente, o video clip do single Street of Dreams foi banido da MTV pelo seu suposto efeito hipnótico. A turnê levou o Rainbow de volta à Inglaterra e ao Japão, onde uma orquestra tocou em conjunto com a banda.
Em meados da década de 1980, o Deep Purple foi reformulado e puxou Ritchie Blackmore e Roger Glover de volta. Como último álbum do Rainbow, Finyl Vinyl foi lançado com faixas bônus, incluindo gravações ao-vivo e "lados-B" de singles. Talvez a maior virtude desse álbum tenha sido a divulgação da "assombração musical" Weiss Heim, composta por Ritchie, pela primeira vez (que foi mais bem recebida que o disco Live in Tokyo).

## De volta ao Deep Purple
Em abril de 1984, oito anos após a saída de Ritchie Blackmore do Deep Purple, era anunciado no programa da rádio BBC The Friday Rock Show que a clássica formação da década de 1970 estava reunida novamente e gravando novo material. A banda assinara um contrato com a gravadora Polydor na Europa e com a Mercury nos Estados Unidos. O álbum Perfect Strangers foi lançado em outubro de 1984 e surpreendeu, sendo o melhor álbum desde Burn. A turnê começou pela Nova Zelândia e foi um tremendo sucesso. A volta à Inglaterra teve apenas um único show (promovido pelos Scorpions) e contou com a presença de mais de 80 mil pessoas, apesar do tempo absurdamente ruim.
Em 1987, a formação gravou um álbum mais eclético e experimental, The House of Blue Light. Da turnê, saiu um álbum ao vivo, gravado nos Estados Unidos em 1988, Nobody's Perfect, enquanto era lançado na Inglaterra uma nova versão da música Hush – o primeiro sucesso da banda – em comemoração ao seu aniversário de 20 anos.
Em 1989, Ian Gillan foi mandado embora e as relações com Ritchie voltaram a ficar ruins. O ex-vocalista do Rainbow Joe Lynn Turner foi chamado. Essa formação gravou apenas um álbum, Slaves & Masters em 1990, que dividiu opiniões de fãs e da própria banda. Ritchie diria depois que esse havia sido "o melhor álbum do Rainbow que o Deep Purple poderia ter feito", embora insistisse que aquela era a melhor formação da banda.
Nem o álbum nem a turnê foram bem sucedidos. Joe Lynn Turner foi mandado embora e Jon Lord e Ian Paice argumentavam que era necessário chamar Ian Gillan de volta. Ritchie cedeu e a formação clássica gravou The Battle Rages On em 1993. Apesar das desavenças entre Ritchie e Ian, esse álbum produziu dois dos mais bem-feitos arranjos do Deep Purple – Anya e The Battle Rages On.

### Fora do Deep Purple, de novo
Durante a turnê de divulgação em meados de 1994, a tensão entre Ritchie e Ian chegou ao seu limite máximo. Ritchie saiu e prometeu nunca mais voltar. O guitarrista Joe Satriani se ofereceu voluntariamente para concluir a turnê no Japão. Logo após, a banda testou vários guitarristas, até se impressionarem com Steve Morse, que assumiu o posto de Ritchie.
Ritchie Blackmore reformulou o Rainbow após deixar o Deep Purple pela segunda vez, em 1994. A formação tinha o vocalista Doogie White e durou até 1997, produzindo o álbum Stranger in Us All.
Em 1997 Ritchie juntou-se a Candice Night – que também é sua companheira – e formou o grupo Blackmore's Night, de estilo renascentista.

## Estilo musical
Tanto com o Deep Purple quanto com o Rainbow, Ritchie Blackmore tocou quase que exclusivamente com guitarras Fender Stratocaster, geralmente com o captador central retirado ou desligado.
Seu riff mais famoso (e proibido em muitas lojas de guitarra) é o da música Smoke on the Water. Depois do período das bandas rock e com o nascimento dos Blackmore's Night, Ritchie começou a tocar sem palheta, usando dois dedos para vibrar duas cordas adjacentes e pressionadas em intervalos de quarta justa.
Em seus solos, Ritchie combinava escalas de blues e frases em escalas menores da música clássica europeia, fundando o que depois foi chamado de "escala neoclássica" da guitarra, muito popularizada pelo Metal Neo-Clássico.

## Discografia
| - Shades of Deep Purple (1968) - The Book of Taliesyn (1968) - Deep Purple (1969) - In Rock (1970) - Fireball (1971) - Machine Head (1972) - Who Do We Think We Are (1973) - Burn (1974) - Stormbringer (1974) - Perfect Strangers (1984) - The House of Blue Light (1987) - Slaves and Masters (1990) - The Battle Rages On... (1993) | - 1975: Ritchie Blackmore's Rainbow - 1976: Rising - 1978: Long Live Rock 'n' Roll - 1979: Down to Earth - 1981: Difficult to Cure - 1982: Straight Between the Eyes - 1983: Bent Out of Shape - 1995: Stranger in Us All | - Shadow of the Moon (1997) - Under a Violet Moon (1999) - Fires at Midnight (2001) - Ghost of a Rose (2003) - The Village Lanterne (2006) - Winter Carols (2006) - Secret Voyage (2008) - Autumn Sky (2010) - Dancer and the Moon (2013) - All Our Yesterdays (2015) |